# Via Asinaria
La via Asinaria era un'antica strada romana che partiva dalla Porta Asinaria delle mura aureliane a Roma. Era collegata con la via Latina, in quanto viene riportato che Belisario, durante l'avanzata su Roma, lasciò la via Latina per poter entrare in città dalla Porta Asinaria; quest'ultima era considerata uno dei principali accessi per chi proveniva dal sud, in quanto nell'antichità non esisteva la seicentesca Porta San Giovanni.
La via Asinaria è menzionata da Rufio Festo, che, in un passaggio, la colloca tra la via Ardeatina e la via Latina. In tal modo, lo storico indica che il percorso, iniziato dalla porta Asinaria a est della via Latina, doveva prevedere un attraversamento di quest'ultima, in quanto la via Ardeatina è a ovest della via Latina, dall'altro lato rispetto alla porta. Il tracciato effettivo è comunque dibattuto tra gli storici, ma probabilmente la parte iniziale alle porte di Roma coincide con quella della moderna Via Appia Nuova.
Il Nibby (op. cit. pag. 587) la considera proveniente dalla Porta Celimontana delle Mura serviane:
Giuseppe Lugli, ribadendone il percorso Porta Celimontana - Porta Asinaria, la considerava una strada di servizio destinata a collegare trasversalmente gli agglomerati di ville "fra le vie Ardeatina, Appia, Castrimeniese e forse anche Latina, andandosi a ricollegare con quest'ultima nella tenuta chiamata di Roma Vecchia".